# Jaak Panksepp

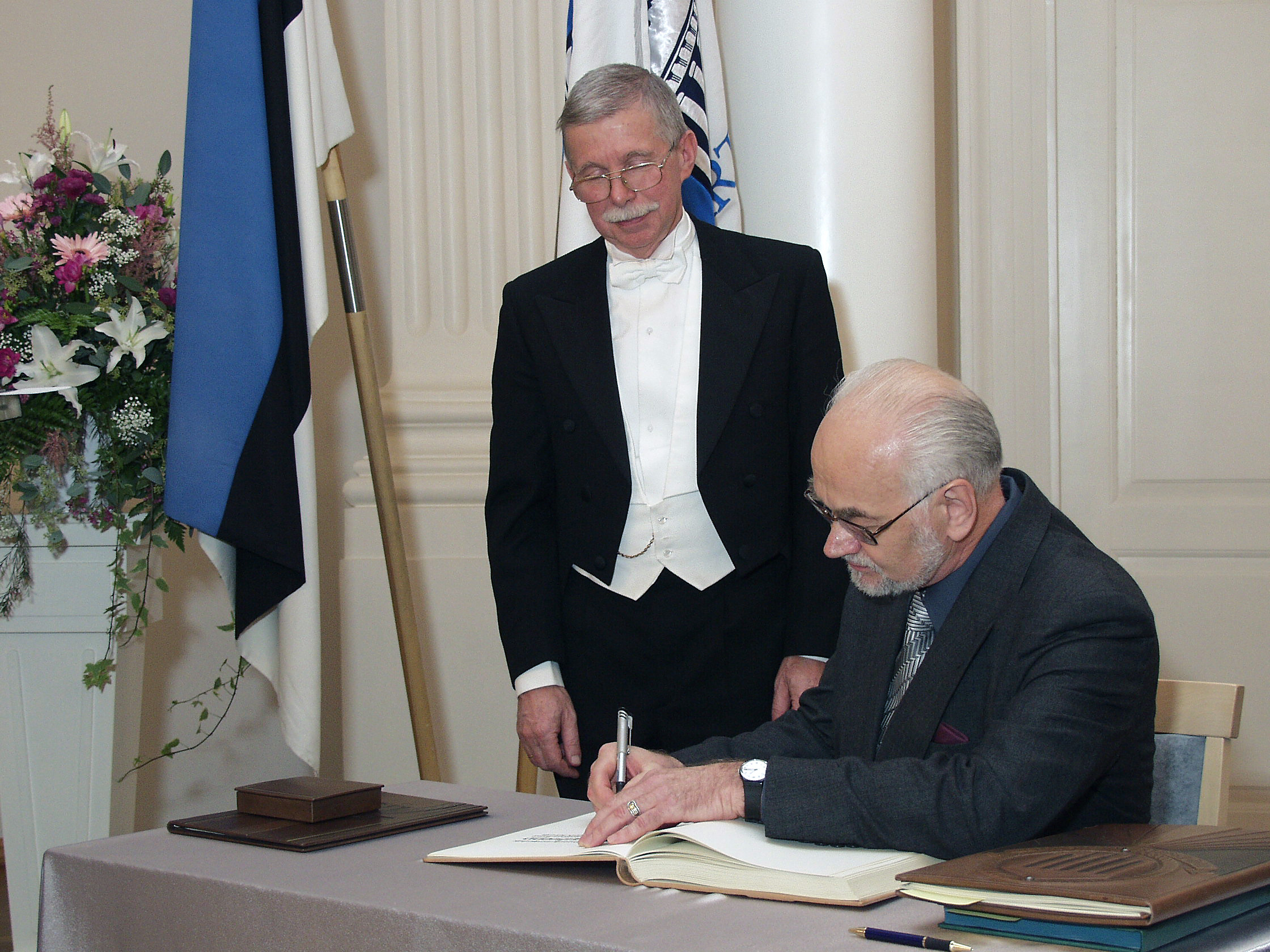
Jaak Panksepp auf der rechten Seite (2004)

Jaak Panksepp (* 5. Juni 1943 in Tartu, Estnische SSR; † 17. April 2017) war ein estnisch-US-amerikanischer  Hochschullehrer und Professor der Psychologie an der Bowling Green State University in Ohio. Seit Ende der 1970er Jahre erforschte er die Zusammenhänge zwischen Hirnaktivität und Sozialverhalten.

## Leben
Panksepp wurde in Estland geboren. Seine Familie flüchtete 1944 vor der Roten Armee über die Ostsee nach Norddeutschland. 1950 emigrierten sie als Displaced persons in die USA. Er studierte Psychologie an der University of Pittsburgh, an der er 1965 den Bachelor erhielt. An der University of Massachusetts Amherst erhielt er 1967 den Master und wurde dort 1969 mit der Dissertation The Neural Basis of Aggression promoviert. Als Post-Doktorand war er anschließend bis 1971 an der University of Sussex tätig, bis 1972 an der Worcester Foundation in Shrewsbury in Massachusetts.
Von 1972 bis 1974 war er Assistant Professor und von 1974 bis 1977 Associate Professor an der Bowling Green State University. Von 1977 bis 1988 lehrte er als ordentlicher Professor an der Universität und von 1988 bis zu seiner Emeritierung im Jahr 1998 als Distinguished Research Professor für Psychobiologie. Daneben war er unter anderem von 1999 bis 2000 Gastprofessor an der Fakultät für Psychologie der University of Michigan.
Panksepp war verheiratet und hatte vier Kinder.

## Emotionssysteme
Jaak Panksepp ging von sieben Emotionssystemen aus, die eine neuronale Grundlage haben. Sie werden vor allem mit der Aktivität des Hypothalamus in Zusammenhang gebracht. Panksepp postulierte, dass sie genetisch bedingt sind und das Verhalten in Bezug auf Annäherung und Hemmung beeinflussen. Weiterhin ging er von Feedback-Schleifen aus, die die Sensitivität sensorischer Systeme beeinflussen, sodass auch darüber eine Verhaltenssteuerung erfolgen kann. Die sieben Basisemotionen sind (auf Englisch):
- Seeking
- Lust
- Care
- Play
- Fear
- Rage / Anger
- Sadness / Panic[4]

1998 schlug Panksepp vier Sekundärbedürfnisse vor: Lust, Fürsorge, Spiel und soziale Dominanz.

## Veröffentlichungen (Auswahl)
- 2012: The Archaeology of Mind: Neuroevolutionary Origins of Human Emotion. W. W. Norton & Company, New York, ISBN 978-0-393-70531-7.
- 2004: A Textbook of Biological Psychiatry. Wiley, New York, ISBN 978-0-471-43478-8.
- 1998: Affective Neuroscience. The Foundations of Human and Animal Emotions. Oxford University Press, Oxford, ISBN 978-0-19-509673-6.
- 1996: Advances in biological psychiatry. Band II. JAI Press, Greenwich (Conn.), ISBN 978-0-7623-0170-6.
- 1995: Advances in biological psychiatry. JAI Press, Greenwich (Conn.), ISBN 978-0-7623-0026-6.
- 1992: Panksepp J: A critical role for "affective neuroscience" in resolving what is basic about basic emotions. Psychol Rev. 1992 Jul;99(3):554-560. doi:10.1037/0033-295X.99.3.554.
- 2016: Laeng, B., Eidet, L. M., Sulutvedt, U., & Panksepp, J. (2016): Music chills: The eye pupil as a mirror to music’s soul. Consciousness and cognition, 44, 161-178.
- 1985: als Co-Autor: Opiates and play dominance in juvenile rats. In: Behavioural Neuroscience. Band 99, 1985, S. 441–452.
- 1980: als Co-Autor: Opioid blockade and social comfort in chickens. In: Pharmacol. Biochem. Behav. Band 13, 1980, S. 673–683.